# العلاقات الأمريكية الكوستاريكية
العلاقات الأمريكية الكوستاريكية هي العلاقات الثنائية التي تجمع بين الولايات المتحدة وكوستاريكا.

## مقارنة بين البلدين
هذه مقارنة عامة ومرجعية للدولتين:
| وجه المقارنة                                              | الولايات المتحدة                                                                                                  | كوستاريكا                                 |
| --------------------------------------------------------- | --- | ----------------------------------------- |
| المساحة (كم2)                                             | 9.83 مليون | 51.10 ألف                                 |
| عدد السكان (نسمة)                                         | 311.58 مليون | 4.91 مليون                                |
| الكثافة السكانية (ن./كم²)                                 | 31.7 | 96.09                                     |
| العاصمة                                                   | واشنطن العاصمة | سان خوسيه                                 |
| اللغة الرسمية                                             | لغة إنجليزية | اللغة الإسبانية                           |
| العملة                                                    | دولار أمريكي | كولون كوستاريكي                           |
| الناتج المحلي الإجمالي (بليون دولار)                      | 19.39 تريليون | 57.06 مليار                               |
| الناتج المحلي الإجمالي (تعادل القوة الشرائية) بليون دولار | 18.04 تريليون | 74.98 مليار                               |
| الناتج المحلي الإجمالي الاسمي للفرد دولار أمريكي          | 56.12 ألف | 11.26 ألف                                 |
| الناتج المحلي الإجمالي للفرد دولار أمريكي                 | 54.63 ألف | 14.92 ألف                                 |
| مؤشر التنمية البشرية                                      | 0.920 | 0.766                                     |
| رمز المكالمات الدولي                                      | +1 | +506                                      |
| رمز الإنترنت                                              | .us، حكومة، .mil، Edu.                                                                                            | .cr، قائمة نطاقات المستوى الأعلى للإنترنت |
| المنطقة الزمنية                                           | توقيت ساموا الأمريكية، توقيت أطلنطي موحد، منطقة زمنية وسطى، توقيت ألاسكا ‏، المنطقة الزمنية الجبلية، توقيت تشامرو ‏ | 00                                        |

## مدن متوأمة
في ما يلي قائمة باتفاقيات التوأمة بين مدن أمريكية وكوستاريكية:
- ترتبط ماريتا مع إيريذيا [الإنجليزية]‏ باتفاقية توأمة.
- ترتبط داوني مع ألاخويلا باتفاقية توأمة.
- ترتبط ريتشفيلد مع إيريذيا [الإنجليزية]‏ باتفاقية توأمة.
- ترتبط مقاطعة ميامي داد مع سان خوسيه باتفاقية توأمة.
- ترتبط دوثان مع ألاخويلا باتفاقية توأمة.
- ترتبط إيست بوينت مع ليمون باتفاقية توأمة.
- ترتبط سان خوسيه مع سان خوسيه باتفاقية توأمة.

## منظمات دولية مشتركة
يشترك البلدان في عضوية مجموعة من المنظمات الدولية، منها:
| علم المنظمة | اسم المنظمة                               | تاريخ انضمام الولايات المتحدة | تاريخ انضمام كوستاريكا |
| ----------- | ----------------------------------------- | ----------------------------- | ---------------------- |
|             | وكالة ضمان الاستثمار متعدد الأطراف        | 12 أبريل 1988                 | 8 فبراير 1994          |
|             | الاتحاد الدولي للاتصالات                  | 1 يوليو 1908                  | 13 سبتمبر 1932         |
|             | يونسكو                                    | 4 نوفمبر 1946                 | 19 مايو 1950           |
|             | الأمم المتحدة                             | 24 أكتوبر 1945                | 2 نوفمبر 1945          |
|             | المركز الدولي لتسوية المنازعات الاستشارية | 14 أكتوبر 1966                | 27 مايو 1993           |
|             | البنك الدولي للإنشاء والتعمير             | 27 ديسمبر 1945                | 8 يناير 1946           |
|             | مؤسسة التمويل الدولية                     | 20 يوليو 1956                 | 20 يوليو 1956          |
|             | منظمة الشرطة الجنائية الدولية             | ?                             | ?                      |
|             | مؤسسة التنمية الدولية                     | 24 سبتمبر 1960                | 30 يونيو 1961          |
|             | الاتحاد البريدي العالمي                   | ?                             | ?                      |
|             | منظمة حظر الأسلحة الكيميائية              | ?                             | ?                      |
|             | الفريق المعني برصد الأرض                  | ?                             | ?                      |
|             | منظمة التجارة العالمية                    | ?                             | ?                      |

## أعلام
هذه قائمة لبعض الشخصيات التي تربطها علاقات بالبلدين:
- آريال لاسييتير (لاعب كرة قدم من الولايات المتحدة الأمريكية، 27 سبتمبر 1994[25] – )
- الكسندر سالازار (28 نوفمبر 1949 – )
- تشارلز س. إيبرهارت (دبلوماسي من الولايات المتحدة الأمريكية، 1871[26] – 1965[26])
- جاكوب بي. بلير (سياسي أمريكي، 11 أبريل 1821[27][28] – 12 فبراير 1901[27][28])
- جان بروكس (ممثلة من الولايات المتحدة الأمريكية، 23 ديسمبر 1915[29] – 25 نوفمبر 1963[29])
- خوسيه بابلو كانتيلو (ممثل أمريكي، 30 مارس 1979[30] – )
- خوسيه ماريا فيغيريس (سياسي كوستاريكي، 24 ديسمبر 1954 – )
- داني بورستين (ممثل أمريكي، 16 يونيو 1964[31] – )
- روبرتو كاسترو (لاعب غولف من الولايات المتحدة الأمريكية، 23 يونيو 1985 – )
- رومان ماكايا (19 سبتمبر 1966 – )
- روموالدو باتشيكو (سياسي أمريكي، 31 أكتوبر 1831[32][33] – 23 يناير 1899[32])
- ريتشارد ك. شانون (سياسي أمريكي، 12 فبراير 1839[34][35] – 5 أكتوبر 1920[34][35])
- كانديس ميشيل (30 سبتمبر 1978[36] – )
- مادلين ستو (ممثلة أمريكية، 18 أغسطس 1958[37] – )
- ميرابو بي لامار (سياسي أمريكي، 16 أغسطس 1798[38][39][40] – 19 ديسمبر 1859[38][39][40])

## وصلات خارجية
- موقع وزارة الخارجية الأمريكية
- موقع وزارة الخارجية الكوستاريكية